# مقاطعة بروك (فرجينيا الغربية)
مقاطعة بروك هي مقاطعة في فيرجينيا الغربية، بلغ عدد سكانها 24٬069  نسمة، في 2010، عاصمتها ويلسبورغ، تبلغ مساحتها 239 كيلومتر مربع.

## الموقع
تشترك في الحدود مع:
- مقاطعة واشنطن.

## أعلام
- جيمس بي. ستيفنز
- جون بلاكويل ويليام